# Chengdu Airlines
Chengdu Airlines Co., Ltd. (tiếng Trung: 成都航空公司; bính âm: Chéngdū Hángkōng gōngsī), một công ty con của hãng hàng không Tứ Xuyên, là một hãng hàng không có trụ sở tại Thành Đô, Trung Quốc. Hãng khai thác một mạng lưới các chuyến bay chở khách nội địa theo lịch trình ra khỏi trung tâm tại sân bay quốc tế Song Lưu Thành Đô. Hãng hàng không Thành Đô cũng là đơn vị đầu tiên sử dụng ARJ21.

## Lịch sử
Tên gốc United Eagle Airlines CO.，LTD (giản thể: 鹰联航空公司; phồn thể: 鷹聯航空公司; bính âm: Yīnglián Hángkōnggōngsī, cũng gọi là UEAir), công ty được thành lập năm 2004 bởi một cựu giám đốc của China Northwest Airlines, với sự tài trợ cần thiết được cung cấp bởi Vickers Venture. Hãng đã nhận chiếc máy bay đầu tiên của mình, Airbus A320 trước đây thuộc về Air Jamaica, vào ngày 8 tháng 7 năm 2005 và vào ngày 27 tháng 7, các chuyến bay doanh thu đã được bắt đầu. Một loại máy bay tương tự khác, nhỏ hơn Airbus A319, đã được đưa vào phục vụ với United Eagle Airlines vào ngày 2 tháng 12 năm đó.

## Tuyến bay
| Quốc gia                    | Thành phố     | Sân bay                                      | Notes | Ref |
| --------------------------- | ------------- | -------------------------------------------- | ----- | --- |
| Trung quốc (Anhui)          | Hefei         | Hefei Xinqiao International Airport          |       |     |
| Trung quốc (Chongqing)      | Chongqing     | Chongqing Jiangbei International Airport     |       |     |
| Trung quốc (Fujian)         | Fuzhou        | Fuzhou Changle International Airport         |       |     |
| Trung quốc (Fujian)         | Quanzhou      | Quanzhou Jinjiang International Airport      |       |     |
| Trung quốc (Fujian)         | Xiamen        | Xiamen Gaoqi International Airport           |       |     |
| Trung quốc (Gansu)          | Dunhuang      | Dunhuang Mogao International Airport         |       |     |
| Trung quốc (Gansu)          | Jiayuguan     | Jiayuguan Airport                            |       |     |
| Trung quốc (Gansu)          | Jinchang      | Jinchang Jinchuan Airport                    |       |     |
| Trung quốc (Gansu)          | Lanzhou       | Lanzhou Zhongchuan International Airport     |       |     |
| Trung quốc (Gansu)          | Zhangye       | Zhangye Ganzhou Airport                      |       |     |
| Trung quốc (Guangdong)      | Guangzhou     | Guangzhou Baiyun International Airport       |       |     |
| Trung quốc (Guangdong)      | Jieyang       | Jieyang Chaoshan International Airport       |       |     |
| Trung quốc (Guangdong)      | Shenzhen      | Shenzhen Bao'an International Airport        |       |     |
| Trung quốc (Guangdong)      | Zhuhai        | Zhuhai Jinwan Airport                        |       |     |
| Trung quốc (Guangxi)        | Beihai        | Beihai Fucheng Airport                       |       |     |
| Trung quốc (Guangxi)        | Nanning       | Nanning Wuxu International Airport           |       |     |
| Trung quốc (Guizhou)        | Guiyang       | Guiyang Longdongbao International Airport    |       |     |
| Trung quốc (Guizhou)        | Xingyi        | Xingyi Wanfenglin Airport                    |       |     |
| Trung quốc (Guizhou)        | Zunyi         | Zunyi Maotai Airport                         |       |     |
| Trung quốc (Guizhou)        | Zunyi         | Zunyi Xinzhou Airport                        |       |     |
| Trung quốc (Hainan)         | Haikou        | Haikou Meilan International Airport          |       |     |
| Trung quốc (Hainan)         | Sanya         | Sanya Phoenix International Airport          |       |     |
| Trung quốc (Hebei)          | Shijiazhuang  | Shijiazhuang Zhengding International Airport |       |     |
| Trung quốc (Heilongjiang)   | Harbin        | Harbin Taiping International Airport         |       |     |
| Trung quốc (Heilongjiang)   | Heihe         | Heihe Aihui Airport                          |       |     |
| Trung quốc (Heilongjiang)   | Wudalianchi   | Wudalianchi Dedu Airport                     |       |     |
| Trung quốc (Henan)          | Zhengzhou     | Zhengzhou Xinzheng International Airport     |       |     |
| Trung quốc (Hubei)          | Wuhan         | Wuhan Tianhe International Airport           |       |     |
| Trung quốc (Hunan)          | Changsha      | Changsha Huanghua International Airport      |       |     |
| Trung quốc (Hunan)          | Hengyang      | Hengyang Nanyue Airport                      |       |     |
| Trung quốc (Inner Mongolia) | Hohhot        | Hohhot Baita International Airport           |       |     |
| Trung quốc (Inner Mongolia) | Hailar        | Hulunbuir Hailar Airport                     |       |     |
| Trung quốc (Inner Mongolia) | Ulanhot       | Ulanhot Airport                              |       |     |
| Trung quốc (Jiangsu)        | Lianyungang   | Lianyungang Baitabu Airport                  |       |     |
| Trung quốc (Jiangsu)        | Nanjing       | Nanjing Lukou International Airport          |       |     |
| Trung quốc (Jiangsu)        | Yancheng      | Yancheng Nanyang International Airport       |       |     |
| Trung quốc (Jiangxi)        | Jinggangshan  | Jinggangshan Airport                         |       |     |
| Trung quốc (Jiangxi)        | Nanchang      | Nanchang Changbei International Airport      |       |     |
| Trung quốc (Jiangxi)        | Shangrao      | Shangrao Sanqingshan Airport                 |       |     |
| Trung quốc (Jilin)          | Changchun     | Changchun Longjia International Airport      |       |     |
| Trung quốc (Liaoning)       | Dalian        | Dalian Zhoushuizi International Airport      |       |     |
| Trung quốc (Liaoning)       | Shenyang      | Shenyang Taoxian International Airport       |       |     |
| Trung quốc (Ningxia)        | Yinchuan      | Yinchuan Hedong International Airport        |       |     |
| Trung quốc (Qinghai)        | Xining        | Xining Caojiabao International Airport       |       |     |
| Trung quốc (Shaanxi)        | Xi'an         | Xi'an Xianyang International Airport         |       |     |
| Trung quốc (Shandong)       | Jinan         | Jinan Yaoqiang International Airport         |       |     |
| Trung quốc (Shandong)       | Jining        | Jining Airport                               |       |     |
| Trung quốc (Shandong)       | Qingdao       | Qingdao Jiaodong International Airport       |       |     |
| Trung quốc (Shandong)       | Weihai        | Weihai Dashuipo Airport                      |       |     |
| Trung quốc (Shanghai)       | Shanghai      | Shanghai Hongqiao International Airport      |       |     |
| Trung quốc (Shanghai)       | Shanghai      | Shanghai Pudong International Airport        |       |     |
| Trung quốc (Shanxi)         | Taiyuan       | Taiyuan Wusu International Airport           |       |     |
| Trung quốc (Sichuan)        | Chengdu       | Chengdu Shuangliu International Airport      | Hub   |     |
| Trung quốc (Tianjin)        | Tianjin       | Tianjin Binhai International Airport         |       |     |
| Trung quốc (Tibet)          | Lhasa         | Lhasa Gonggar Airport                        |       |     |
| Trung quốc (Xinjiang)       | Kashgar       | Kashgar Laining International Airport        |       |     |
| Trung quốc (Yunnan)         | Kunming       | Kunming Changshui International Airport      |       |     |
| Trung quốc (Yunnan)         | Lijiang       | Lijiang Sanyi International Airport          |       |     |
| Trung quốc (Yunnan)         | Xishuangbanna | Xishuangbanna Gasa Airport                   |       |     |
| Trung quốc (Zhejiang)       | Hangzhou      | Hangzhou Xiaoshan International Airport      |       |     |
| Trung quốc (Zhejiang)       | Ningbo        | Ningbo Lishe International Airport           |       |     |
| Trung quốc (Zhejiang)       | Taizhou       | Taizhou Luqiao Airport                       |       |     |
| Trung quốc (Zhejiang)       | Wenzhou       | Wenzhou Longwan International Airport        |       |     |
| Nga (Primorsky Krai)        | Vladivostok   | Knevichi Airport                             |       |     |
| Tajikistan (Sughd)          | Khujand       | Khujand Airport                              |       |     |

## Đội bay
Tính đến tháng 11 năm 2024 , đội bay của Chengdu Airlines bao gồm các máy bay sau:
Chengdu Airlines là khách hàng đầu tiên của Comac ARJ21 , đưa loại máy bay này vào hoạt động vào tháng 6 năm 2016.
| Máy bay                 | số lượng | Đơn hàng | Hành khách       | Hành khách       | Hành khách       | Ghi chú           |
| Máy bay                 | số lượng | Đơn hàng | C                | Y                | Tổng cộng        | Ghi chú           |
| ----------------------- | -------- | -------- | ---------------- | ---------------- | ---------------- | ----------------- |
| Máy bay Airbus A319-100 | 4        | —        | 12               | 108              | 120              |                   |
| Máy bay Airbus A320-200 | 36       | —        | —                | 180              | 180              |                   |
| Máy bay Airbus A320neo  | 11       | —        | Sẽ thông báo sau | Sẽ thông báo sau | Sẽ thông báo sau |                   |
| Máy bay Airbus A321neo  | 5        | —        | Sẽ thông báo sau | Sẽ thông báo sau | Sẽ thông báo sau |                   |
| Máy bay ARJ21-700       | 30       | 2        | —                | 90               | 90               | Ra mắt khách hàng |
| Tổng cộng               | 86       | 2        |                  |                  |                  |                   |

## Tai nạn, tai tiếng và sự cố
Vào ngày 5 tháng 4 năm 2013, một chuyến bay từ Thành Đô đến Nam Ninh đã bắt đầu hạ cánh (sử dụng chế độ lái tự động) với Tầm nhìn đường băng (RVR) và yêu cầu về tầm nhìn theo chiều dọc thấp hơn đáng kể so với mức cho phép để hạ cánh an toàn. Máy bay cuối cùng phải dừng hẳn khi đang lăn bánh vì tầm nhìn đường lăn của máy bay bị mất. Các phi hành đoàn đã bị đình chỉ và một phi hành đoàn khác đã bay trên chuyến bay trở về. 
Vào ngày 14 tháng 9 năm 2019, một chiếc Airbus A320 của Chengdu Airlines (biển số B-9985) thực hiện chuyến bay EU 6667 từ Chengdu Shuangliu đến Sân bay quốc tế Phố Đông Thượng Hải không thể thu bánh đáp khi phi hành đoàn đang leo ra khỏi Chengdu. Máy bay đã vào trạng thái giữ ở độ cao 2700m, sau đó leo lên độ cao 3000m để đốt nhiên liệu và sau đó hạ cánh an toàn tại Chengdu. Một máy bay thay thế đã được triển khai. 